# Penstemon triphyllus
Penstemon triphyllus är en grobladsväxtart som beskrevs av David Douglas. Penstemon triphyllus ingår i släktet penstemoner, och familjen grobladsväxter. Inga underarter finns listade i Catalogue of Life.

## Bildgalleri

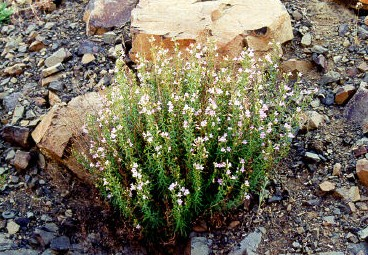